# Peyton (Colorado)
Peyton es un lugar designado por el censo ubicado en el condado de El Paso en el estado estadounidense de Colorado. En el Censo de 2010 tenía una población de 250 habitantes y una densidad poblacional de 42,02 personas por km².

## Geografía
Peyton se encuentra ubicado en las coordenadas 39°1′59″N 104°29′25″O / 39.03306, -104.49028. Según la Oficina del Censo de los Estados Unidos, Peyton tiene una superficie total de 5.95 km², de la cual 5.95 km² corresponden a tierra firme y (0%) 0 km² es agua.

## Demografía
Según el censo de 2010, había 250 personas residiendo en Peyton. La densidad de población era de 42,02 hab./km². De los 250 habitantes, Peyton estaba compuesto por el 95.6% blancos, el 0.8% eran afroamericanos, el 0.4% eran amerindios, el 0.8% eran asiáticos, el 0% eran isleños del Pacífico, el 0% eran de otras razas y el 2.4% pertenecían a dos o más razas. Del total de la población el 13.2% eran hispanos o latinos de cualquier raza.